# Pardosa paleata
Pardosa paleata är en spindelart som beskrevs av Mark Alderweireldt och Rudy Jocqué 1992. Pardosa paleata ingår i släktet Pardosa och familjen vargspindlar.
Artens utbredningsområde är Libya. Inga underarter finns listade i Catalogue of Life.